# ロックン・ロール (レッド・ツェッペリンの曲)
「ロックン・ロール」 (Rock and Roll) は、イギリスのロックバンド、レッド・ツェッペリンが1971年に発表したアルバム『レッド・ツェッペリン IV』の収録曲。作詞作曲はジョン・ボーナム、ジョン・ポール・ジョーンズ、ジミー・ペイジ、ロバート・プラント。レコードでの演奏時間は、約3分40秒。

## 概要
レコーディングのために合宿していたヘッドリィ・グランジに於いて、イアン・スチュアートを迎えてジャムセッションを行なっていた際、たまたまボーナムがリトル・リチャードの「Keep a Knockin」のイントロを叩き始めたところ、ペイジが即興のリフで応じ、そのまま発展させて15分後には曲の骨格ができあがったという、偶発的に生まれた曲。
この時に得られた素材を基に、ヘッドリィ・グランジでローリング・ストーンズから借りた車載スタジオ「モービル・ユニット」を用いて録音された。同スタジオの管理人だったスチュアートは、レコーディングにも参加している。題名通り、ブルース形式に則った3コードのシンプルながら強烈なロックンロールナンバーである。また、レッド・ツェッペリンの楽曲としては珍しく、作曲にメンバー4人全員の名前がクレジットされている。
なお、イントロのドラム・パターンは、しばしば変拍子と誤解されるが、実際はリズムのトリック（3拍目裏からスタート）を用いた4/4拍子である。

## ステージ・パフォーマンス
『レッド・ツェッペリン IV』の発売に先立って、1971年春のアイルランド公演でアンコール曲として初披露。この頃はタイトルが決まっておらず、プラントは「It's Been A Long Time」と紹介していた。1972年の日本公演から1975年まで、コンサートのオープニング・ナンバーとなった。1977年のアメリカツアーから再びアンコールに演奏され、レッド・ツェッペリン解散後も1985年のライヴ・エイド、2007年のO2アリーナでの復活ライブなどで演奏されている。

## カバー・バージョン
- ハート - 1980年のアルバム『Greatest Hits/Live』に収録。
- heath - 1998年のアルバム『GANG AGE CUBIST』に収録。
- スーザン・テデスキ - 2005年のアルバム『The Best of Susan Tedeschi - Episode One』に収録[1]。
- スティーヴィー・ニックス - 2007年のコンピレーション・アルバム『Crystal Visions – The Very Best of Stevie Nicks』に収録。